# Mirnock
Il Mirnock è un monte austriaco della Carinzia alto 2110 metri. Appartiene alle Alpi della Gurktal (nelle Alpi di Stiria e Carinzia) ed è il monte più alto del gruppo Mirnock-Palnock.

## Caratteristiche
Confina con il fiume Drava e il lago di Millstatt a nord-ovest con la valle Krastal a sud-est. Vi sono diversi sentieri per poter effettuare escursioni apprezzando la magnifica vista della valle della Drava oppure del lago di Millstatt.
In cima dove si trova una croce, ogni anno viene celebrata una messa ecumenica. Camminando sulla montagna ci si può imbattere in granati, gemme utilizzate nel passato per la creazione di gioielli. A Radenthein è stata allestita una mostra su questa gemma.
Impianti per lo sci da discesa di nome Verditz si trovano sullo stesso gruppo ma nella zona delle Amberger Alpe. Gli impianti di risalita sono composti da seggiovie, quello più basso viene utilizzato d'estate per l'ottovolante alpino. Sul Monte è possibile arrivare fino in cima con la Mountainbike partendo dal comune di Fresach ristorante Klammer direzione Gingerhütte.